# شهرستان بهمئی
شهرستان بَهمَئی از شهرستان‌های ایران در استان کهگیلویه و بویراحمد است. مرکز این شهرستان، شهر لیکک است و در فاصله ۲۳۰ کیلومتری یاسوج مرکز استان واقع شده است. این شهرستان از شمال به چاروسا، دیشموک و باغملک، از جنوب به بهبهان، از شرق به کهگیلویه و از غرب به رامهرمز، آغاجاری و امیدیه منتهی می‌شود. شهرستان بهمئی در قسمت غرب و جنوب غرب استان کهگیلویه و بویراحمد و در ۴۰ کیلومتری شهرستان بهبهان قرار دارد.

## تقسیمات
شهرستان بهمئی دارای ۳ بخش، ۶ دهستان و ۳ شهر به شرح زیر است:
| بخش           | مرکز بخش      | جمعیت بخش ۱۳۹۵ | نام دهستان          | مرکز دهستان   | جمعیت دهستان ۱۳۹۵ | شهر           | جمعیت شهر ۱۳۹۵ |
| ------------- | ------------- | -------------- | ------------------- | ------------- | ----------------- | ------------- | -------------- |
| مرکزی         | لیکک          | ۲۸٬۳۲۴ نفر     | بهمئی گرمسیری جنوبی | کت            | ۷٬۰۸۳ نفر         | لیکک          | ۱۹٬۸۵۷ نفر     |
| مرکزی         | لیکک          | ۲۸٬۳۲۴ نفر     | کفشکنان             | کفشکنان       | ۱٬۳۸۴ نفر         | لیکک          | ۱۹٬۸۵۷ نفر     |
| ممبی          | قلعه ممبی     | ۶٬۱۵۰ نفر      | بهمئی گرمسیری شمالی | گردکوچک       | ۳٬۵۳۱ نفر         | قلعه ممبی     | ۶۸۸ نفر        |
| ممبی          | قلعه ممبی     | ۶٬۱۵۰ نفر      | رودتلخ              | نرمون         | ۱٬۹۳۱ نفر         | قلعه ممبی     | ۶۸۸ نفر        |
| سرآسیاب یوسفی | سرآسیاب یوسفی | ۳٬۲۵۲ نفر      | سرآسیاب یوسفی       | ده بنار یوسفی | ۱٬۳۴۵ نفر         | سرآسیاب یوسفی | ۹۸۴ نفر        |
| سرآسیاب یوسفی | سرآسیاب یوسفی | ۳٬۲۵۲ نفر      | آب الوان            | آب الوان      | ۹۲۳ نفر           | سرآسیاب یوسفی | ۹۸۴ نفر        |

## مردم
مردم این شهرستان لرتبار و از ایل بهمئی هستند که به زبان لری با گویش بهمئی صحبت می کنند.

## جمعیت
براساس سرشماری عمومی نفوس و مسکن در سال ۱۳۹۵، جمعیت شهرستان بهمئی برابر با ۳۸٬۱۳۶ نفر بوده است.

## اقتصاد
- نفت: بیش از ۹۰ حلقه چاه نفت و گاز در این شهرستان قرار دارد که طبق قانون مصوب مجلس شورای اسلامی ۲در هزار درآمد نفت به عمران آبادی و رفع آلودگی‌های محیط زیستی ناشی از بهره‌برداری این چاه‌ها در بودجه شهرستان در نظر گرفته شده است.
- هرچند ابتدا پالایشگاه بیدبلند ۱ در محل شهر لیکک در نظر گرفته شده بود اما با توافق‌های در آن زمان در محل فعلی احداث شده بود. امید این می‌رفت که فاز ۲ پالایشگاه بیدبلند در دشت لیکک اجرایی شود که این مهم نیز اتفاق نیافتاده است. بنظر می‌رسد با توجه به منابع فراوان نفتی و تعداد زیاد چاه‌های غیرفعال در اطراف شهر لیکک در آینده نچندان دوری وزارت نفت ناچار به برپایی تأسیسات نفتی مدرن تری در این منطقه می‌باشد.
- معدن: معادنی مثل معدن سلستین (سلستین کاربرد نظامی و دارویی دارد)
- محصولات: دامداری شغل اصلی بومیان این منطقه هست و بهترین کیفیت گوشت دام (گوسفند و بز) از منطقه حاصل می‌شود. محصولات لبنی با کیفیت (دوغ ماست کشک کره و روغن حیوانی اعلا) ممتاز از دیگر محصولات این شهرستان می‌باشد.
- بادام شیرین و روغن زیتون این شهرستان صادراتی است.
- فعالیت‌های کشاورزی: برداشت محصولات زراعی و باغی. مهم‌ترین محصولات باغی در دشت لیکک، خرما، لیمو، زیتون، پرتقال و در دشت ممبی و سراسیاب، بادام شیرین، انگور، انار، انجیر، زردآلو، پسته می‌باشد.

## گردشگری

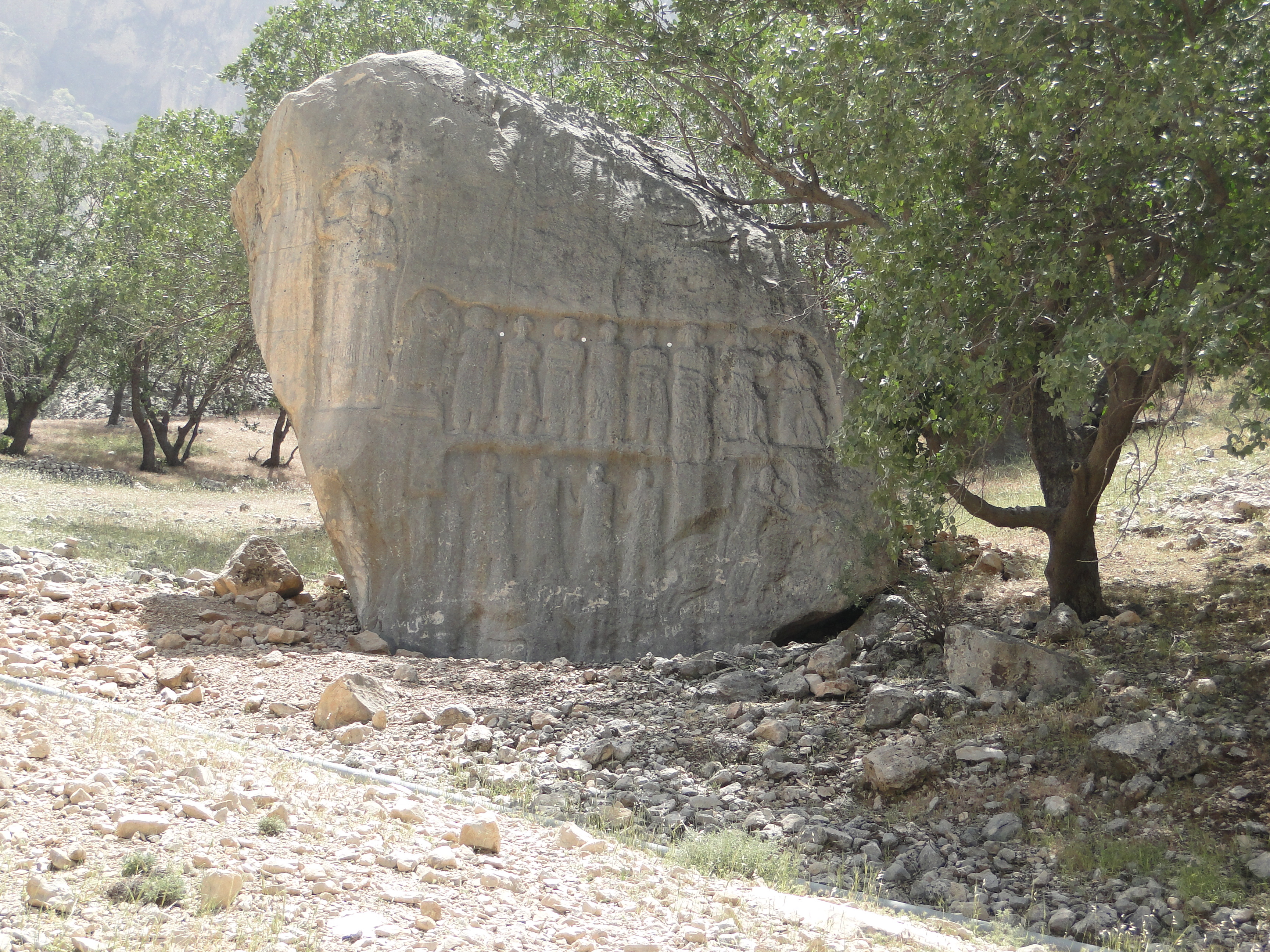
نقش برجسته تنگ سولک

تنگ ساولک قریب به ۸۰۰ هکتار می‌باشد. در این منطقه تعداد پنج نقش برجسته از دوران اشکانی و الیمایی همراه با ۱۴ استودان و دو کیلومتر جادهٔ سنگ‌فرش است.

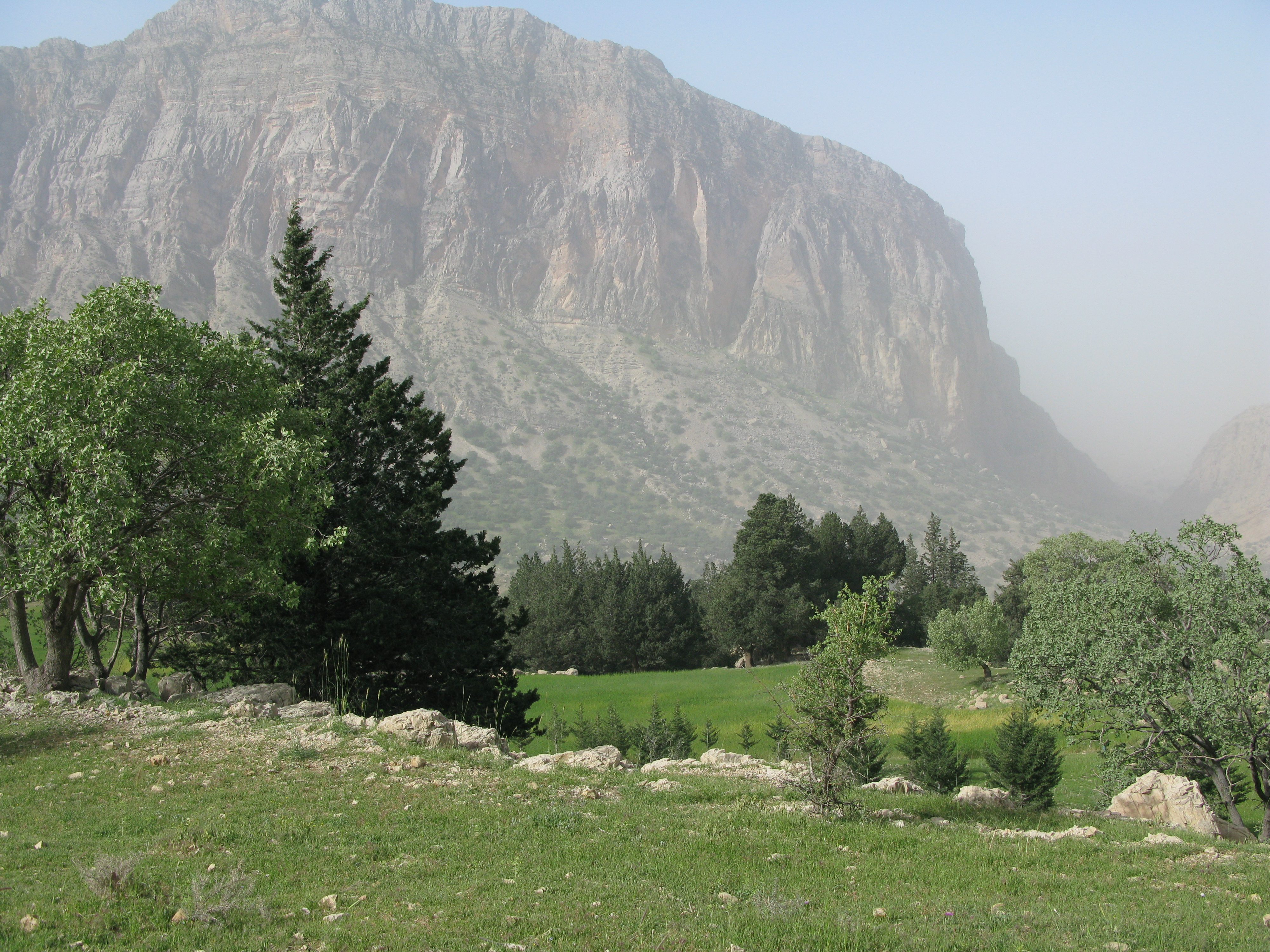
چشم‌اندازی از تنگ باستانی سولک

دریاچه برم الوان : این تالاب به فاصله ۴۰ کیلومتری از شهر لیکک در مسیر ارتباطی به شهر لنده قرار دارد که مساحت آن ۱۵ هکتار، ارتفاع آن از سطح دریا ۱۱۰۰ متر و عمق آن بین ۲۰ تا ۴۰ متر قرار دارد.
دیگر مناطق دیدنی عبارتند از: پوشش طبیعی اطراف بخش سرآسیاب یوسفی، تنگ ماغر، دریاچه برم الوان، جنگل بلوط بهمئی، حاشیه رودخانه تلخ، طبیعت منطقه ممبی، دریاچه سد مارون، منطقه طبیعتی - تاریخی تنگ سروک، منطقه گردشگری قلعه نادر.
قلعه نادر در شمال غربی شهر لیکک واقع شده و در قدیم دژی نظامی محسوب می‌شد. اطراف این قلعه توسط کوه‌های مرتفع و تپه‌های کوچک محصور است و فقط یک یا دو راه برای عبور وجود دارد. این قلعه دارای هشت بخش می‌باشد که طبقه اصلی آن در بالای بخش هشتم با ساختمان‌هایی از گچ برای مقامات و فرماندهان ساخته شده است که پی‌ها و آثار آن هم‌اکنون وجود دارد و عرض دیوارهای آن به یک و نیم تا دومتر می‌رسد. در طبقات پایین‌تر حوض‌های آب، محل استراحت نگهبانان و اسب‌هایشان و نیز فبرستان وجود دارد. پایین قلعه چشمه آب گازاران قرار دارد.
این قلعه مورد استفاده داعیان فرقه اسماعیلی قرار می‌گرفته است. در دوران وزارت جنگ و نخست‌وزیری رضاشاه این قلعه پناهگاه یکی از شورشیان مخالف وی بود.
قلعه‌های حکومتی خوانین در شهر لیکک و بافت تاریخی روستای کارند در ۳۰ کیلومتری شمال غرب لیکک از دیگر دیدنی‌های بهمئی است.

## فرهنگ
یار یار بهمئی از آوازهای کهن ایل بهمئی است که از فطرت پاک نیاکان سرچشمه گرفته است.

## امامزاده‌ها
بارگاه زیارتی امامزادگان سید اسدالله و سید ابراهیم و امامزاده بابا احمد نیز در این شهرستان قرار دارد.
بقعه امامزاده بابا احمد با گنبد پلکانی شکل در ۱۵ کیلومتری شهر لیکک و در روستای بابا احمد واقع است. به لحاظ معماری این بقعه بنایی است چهارضلعی که در حدود ۲۱/۱۵ متر طول و ۰۷/۱۴ متر عرض و ۹ متر ارتفاع دارد و با استفاده از مصالح سنگ و گچ ساخته شده است. قدمت بنای این امامزاده به دوره سلجوقی می‌رسد و گنبد بزرگ و دو طبقه بودن طاقچه‌های این بنا از ویژگی‌های آن محسوب می‌شود. این بقعه در تاریخ ۱۳۸۲ در فهرست آثار ملی ثبت گردید و شجره‌نامه امامزاده بابا احمد به گفته روستاییان و باورهای منطقه‌ای منسوب به امام موسی ابن جعفر است. اکنون کنار امامزاده طوایفی از مشایخ که به گفته خود، از خدمتگزاران امامزاده بوده‌اند، زندگی می‌کنند و کارهای مرمت بنا را در طول دوران انجام داده‌اند.
بقعه امامزادگان سید اسدالله و سید ابراهیم در تنگ منیزور جنب روستای منیزور حدود ۴۰ کیلومتری شهر لیکک واقع شده است. این بنا به صورت دو بقعه متصل به هم و با دو گنبد جدا از هم ساخته شده است. به گفته آبادگران محلی این دو بقعه متعلق به سید ابراهیم و سید اسدالله نیای سادات منیزوری است که در گویش محلی دو سیدالله می‌گویند. نوادگان این دو امامزاده خود را از تبار امام موسی ابن جعفر می‌دانند.